# Virata (mythologie)
Pour les articles homonymes, voir Virata.
Dans l'épopée hindoue Mahabharata, Virata (en sanskrit : विराट ; litt. « géant ») est le souverain du royaume Virata (en), où les Pandava se sont cachés dans la cour durant une année de leur exil de treize ans.
Virata est marié à la reine Sudeshna. Il est le frère de Kīsaka qui tentera d'abuser de Sairandhrï, le père du prince Uttara (en) et de la princesse Uttarā (en), qui épouse Abhimanyu (en), le fils d'Arjuna.
Parikshit (en), le fils d'Abhimanyu et Uttarā, succède à Yudhishthira au trône de Hastinapur, après la guerre du Mahabharata.
Virata est tué avec ses fils dans l'attaque des Kaurava lors de la bataille de Kurukshetra. Dans d'autres versions du texte, il est tué par Drona le quinzième jour de la bataille.